# Туйсина, Рашида Гильмитдиновна
Рашида Гильмитдиновна Туйсина (баш. Рәшиҙә Ғилмитдин ҡыҙы Туйсина; род. 10 мая 1942, Чингизово, Башкирская АССР) — башкирская танцовщица. Заслуженная артистка РСФСР (1978), народная артистка Республики Башкортостан, лауреат премий имени Салавата Юлаева (1973) и Г. Саляма (1968).

## Биография
Рашида Гильмитдиновна Туйсина родилась 10 мая 1942 года в ауле Чингизово Баймакского района Башкирской АССР.
В 1960 году стала солисткой Башкирского ансамбля народного танца имени Файзи Гаскарова.
В репертуаре Рашиды Туйсиной башкирские танцы «Загида», «Гульназира», «Зарифа», «Проказницы», «Старинный танец с ведром», «Бишбармак» и другие. Принимала участие в концертах во многих городах Советского Союза, стран Европы, Азии и Африки.
Вместе с кураистом и исполнителем горлового пения Ишмуллой Дильмухаметовым создали несколько музыкально-хореографических номеров. Дуэт принимал участие в IX Всемирном Фестивале молодежи и студентов в Софии (1968 год), где завоевал звание лауреата и золотую медаль, исполнив под аккомпанемент курая танец «Загида». Творческий союз удостоен премии имени Салавата Юлаева.
Рашида Туйсина работала в Республиканской гимназии-интернате имени Г. Альмухаметова. Ныне является членом жюри республиканского телевизионного конкурса народного танца «Байык».

## Политическая позиция
В 2014 году подписала Коллективное обращение деятелей культуры Российской Федерации в поддержку политики президента РФ В. В. Путина на Украине и в Крыму.

## Награды и звания
- Премия имени Г. Саляма (1968)
- Республиканская премия имени Салавата Юлаева — за концертно-исполнительскую деятельность в 1973 году и высокое мастерство в музыкально-хореографической композиции «Родного Урала» в 1974 году.
- Заслуженная артистка РСФСР (1978)
- Орден Салавата Юлаева
- Народная артистка Республики Башкортостан (2008).